# Перлін Євген Юрійович
Євген Юрійович Перлін (25 січня 1947 , Київ ) — радянський та російський фізик. Доктор фізико-математичних наук (1988).

## Біографія
Син професора Юрія Євгеновича Перліна, доктора фізико-математичних наук, члена-кореспондента АН Молдавської РСР, і Клари Борисівни Фейгіної. Онук філолога Євгена Ісааковича Перліна (1893—1936), репресованого в 1936 році.
Із 1952 року жив із батьками в Кишиневі. У 1968 році закінчив фізичне відділення фізико-математичного факультету Кишинівського державного університету. Після закінчення аспірантури в Інституті прикладної фізики АН Молдавської РСР (1968—1971) захистив дисертацію кандидата фізико-математичних наук (1971). Працював в Інституті прикладної фізики АН МРСР (1971—1974), потім у Державному оптичному інституті імені С. І. Вавілова (1974—2005) на посадах молодшого, старшого та провідного наукового співробітника.
Професор кафедри «Оптична фізика та сучасне природознавство», завідувач лабораторії Центру «Інформаційні оптичні технології» ІТМО. Професор кафедри експериментальної фізики Санкт-Петербурзького політехнічного університету Петра Великого.
Займався теорією оптичного штарк-ефекту в умовах подвійного резонансу на міжзонних, домішкових і екситонних переходах, дослідженнями фотоіндукованих автоіонізаційно-подібних резонансів у твердих тілах, фахівець в області квантової теорії взаємодії потужного електромагнітного випромінювання з твердими тілами, в тому числі з контактними структурами і наноструктурами.

## Основні роботи
Книги
- Перлин Е. Ю., Вартанян Т. А., Фёдоров А. В. Физика твёрдого тела. Оптика полупроводников, диэлектриков, металлов. Учебное пособие. СПбНИУ ИТМО, 2008. — 216 с.

Статті
- Перлин Е. Ю., Федотов А. В., Кашевник М. Б. Многофотонное междузонное поглощение с участием свободных носителей в кристаллах // ЖЭТФ. 1983. Т.85. В. 4(10). С. 1357—1365.
- Перлин Е. Ю., Данишевский A.M. Оптический эффект Фарадея, обусловленный флуктуациями спиновой плотности в полупроводниках п-типа // ЖЭТФ. 1994, Т.106. В. 2(8). С. 503—521.
- Перлин Е. Ю. Оптический штарк-эффект при переходном двойном резонансе в полупроводниках // ЖЭТФ. 1994. Т. 105. В.1. С. 186—197.